# Камелія Войня
Камелія Войня  (рум. Camelia Voinea, 2 березня 1970) — румунська гімнастка, олімпійська медалістка.

## Виступи на Олімпіадах
| Олімпіада | Дисципліна        | Місце              |
| --------- | ----------------- | ------------------ |
| Сеул 1988 | абсолютний залік  | 22 (кваліфікація)  |
| Сеул 1988 | командний залік   | 2                  |
| Сеул 1988 | вільні врави      | 14T (кваліфікація) |
| Сеул 1988 | опорний стрибок   | 17T (кваліфікація) |
| Сеул 1988 | різновисокі бруси | 67 (кваліфікація)  |
| Сеул 1988 | колода            | 14T (кваліфікація) |